# Красноармейская улица (Самара)
Красноарме́йская у́лица — улица, располагающаяся в Железнодорожном и Ленинском районах Самары, соединяет Железнодорожный вокзал Самары с набережной реки Волги и Струковским садом. 
Начинаясь от набережной Волги, проходя мимо Струковского сада, Красноармейская улица пересекается с улицами: Максима Горького, Куйбышева, Фрунзе, Чапаевской, Молодогвардейской, Галактионовской, Самарской, Садовой, Ленинской, Братьев Коростелёвых, Арцыбушевской, Буянова, Никитинской, Михаила Агибалова, Спортивной, Урицкого, заканчивается в районе Крымской площади.
На пересечении улиц Красноармейской и Арцыбушевской находится Ильинская площадь.

## История и этимология годонима
Первоначальное название улицы — Песчаная.  Но это название продержалось лишь до 70-х годов XIX века, в 1870 г. улица была переименована в Алексеевскую в честь митрополита Алексия, который православные считают «небесным покровителем Самары».
Вся территория от современного магазина «Сюрприз» до ул. Самарской числилась за усадьбой Аношина по справочнику «Вся Самара за 1904 год».
Ильинская площадь ранее называлась Острожной (или Тюремной). С 1886 года на ней стоял храм в честь пророка Ильи. В 1932 году храм был уничтожен. В советское время площадь переименовывалась в Красноармейскую, в 2010 году она была снова переименована в Ильинскую.
«Железная дивизия» Гая ворвалась в город вечером 7 октября 1918 года со стороны реки Самарки из-за Журавлёвского спуска. В 1918 году улица переименована в Красноармейскую.

## Здания и сооружения
- Торговый центр строительства и ремонта «Кубатура» (Красноармейская ул., 1) Ранее на этом месте находился Средневолжский станкостроительный завод.
- «Дом промышленности» (ул. Куйбышева 145/ Красноармейская ул., 3) постройка 1936 (или 1933?) года, памятник архитектуры эпохи конструктивизма.[5] Объект культурного наследия местного значения № 6300233000.[6]
- Кухмистерская фон Вакано (Красноармейская ул., 4А). Здание реновировано под ресторанный комплекс и спа-салон.
- Особняк Курлиной — образец архитектуры начала XX века[7] в стиле «модерн»[8], архитектор — А. У. Зеленко[9]. Объект культурного наследия РФ.
- филиал «Ростелеком» (Красноармейская ул., 17) Бывший Центральный телеграф, здание в стиле конструктивизма построено в 1930-е годы по проекту А. И. Полева[10]. В 2006 году часть здания реконструирована по проекту по проекту М. С. Брука[11].
- скульптурная композиция борцам за установление Советской власти в Самаре.
- В доме № 19 жили такие почётные горожане как директор шоколадной фабрики Елена Васильевна Шпакова, главный режиссёр драмтеатра Пётр Монастырский[12].
- отель «Лотте» (занимает участок между Галактионовской и Самарской улицами)
- Городская прокуратура (Красноармейская ул., 32)
- В доме № 34 во время Великой Отечественной войны находилось посольство Монголии. Сейчас на первом этаже пиццерия.
- Доходный дом Д. Е. Челышёва, построенный в 1899 году по проекту А. А. Щербачёва. Русский стиль, красный кирпич. (Красноармейская ул., 60; исконно — Алексеевская ул., 58, 60, 62).[13]
- Дом № 62 занимает квартал между улицами Братьев Коростелёвых и Арцыбушевской; построен в 1946—1949 годах по проекту архитектора Г. Салоникиди как жилое здание для офицеров Приволжского военного округа. На первом этаже в советское время располагался магазин «Диета». Здание признано объектом культурного наследия 6300200000.[14] В сквере около дома № 62 установлен памятный бюст Рудольфа Абеля[15].
- Гостиница «Киев» (ул. Красноармейская, 76) и другие учреждения. Современное многоэтажное здание.
- Спортивный комплекс «Локомотив» (между улицами Агибалова и Спортивной).[16]
- 103 — многоэтажный дом современной постройки, торец украшен муралом с портретом Льва Толстого[17]
- № 131 — ТЦ «Гудок», построенный на месте бывшего завода «Волгакабель».

На улице Красноармейской ещё сохранились двухэтажные дома — образцы деревянного зодчества начала XX века[уточнить].

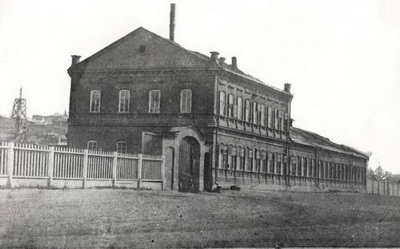
Станкостроительный завод Бенке в начале XX века
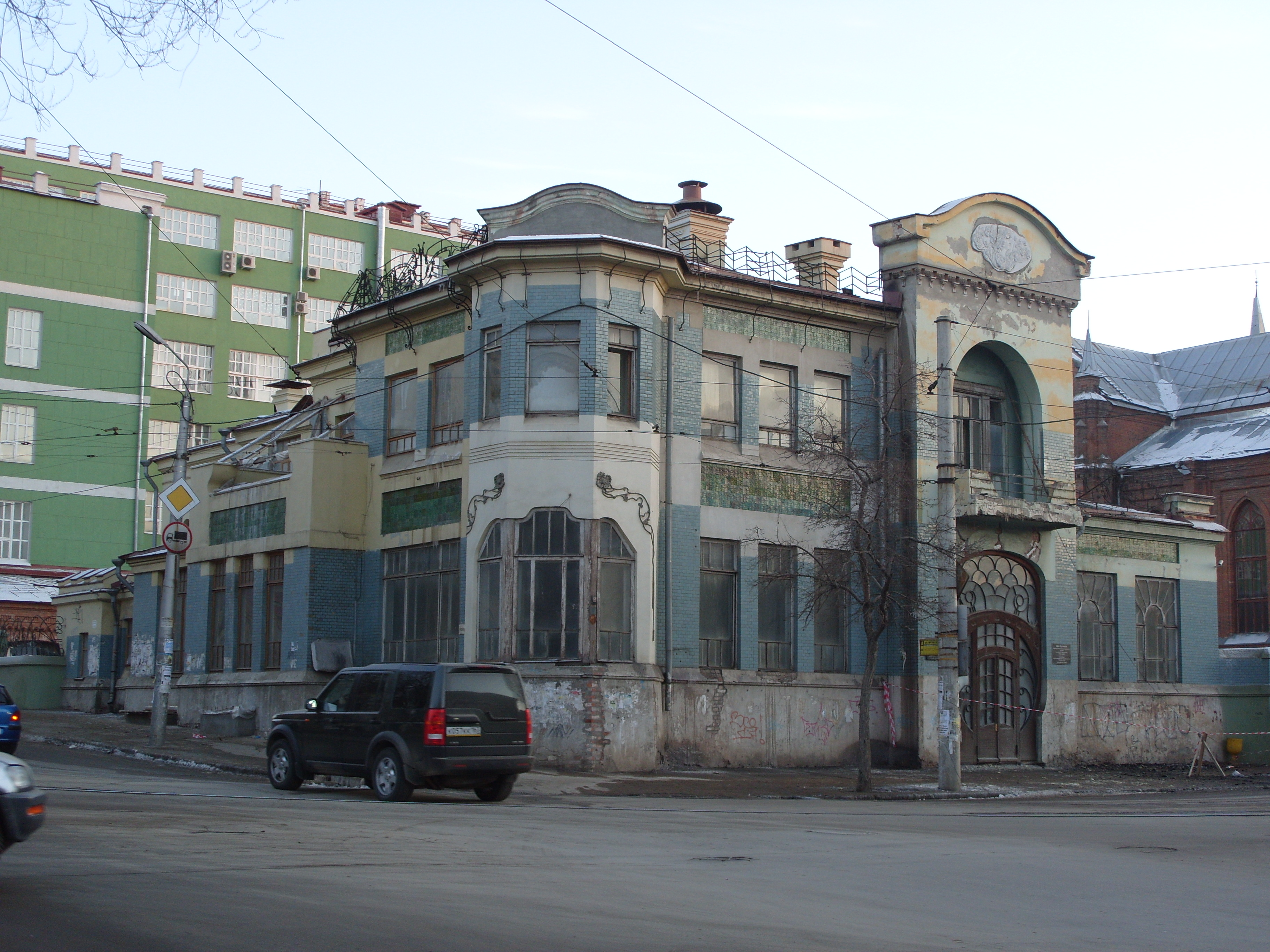
Особняк Курлиной на углу Красноармейской и Фрунзе, за ним зелёное здание — филиал «Ростелеком»
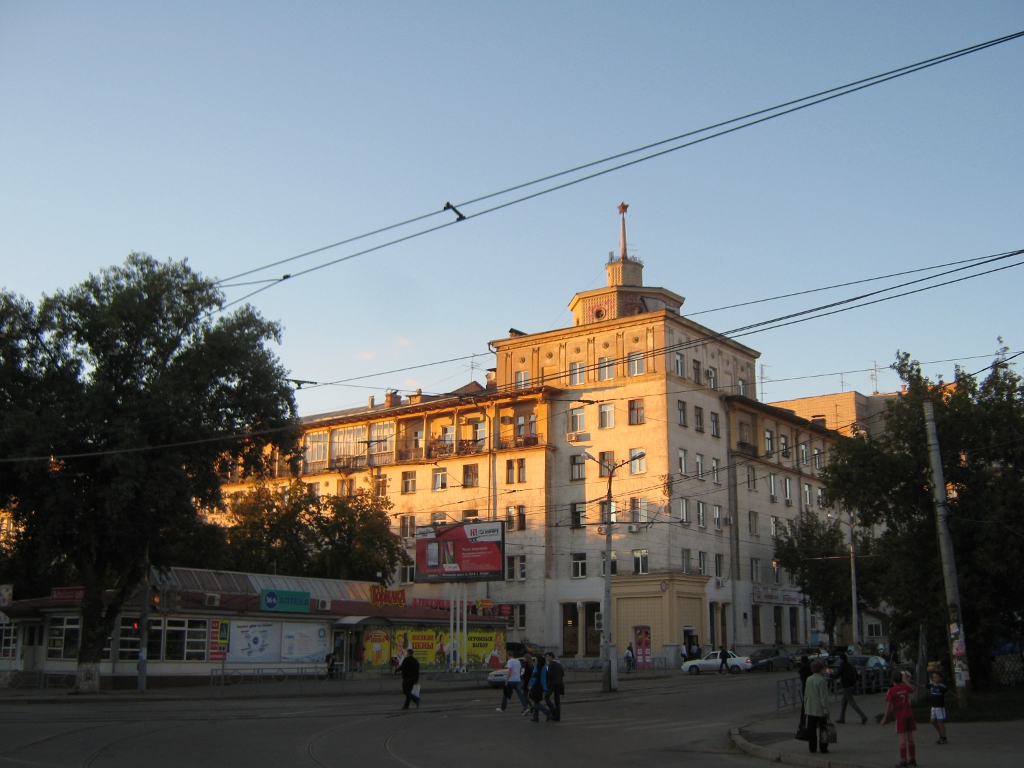
Жилой дом, Красноармейская ул., 62
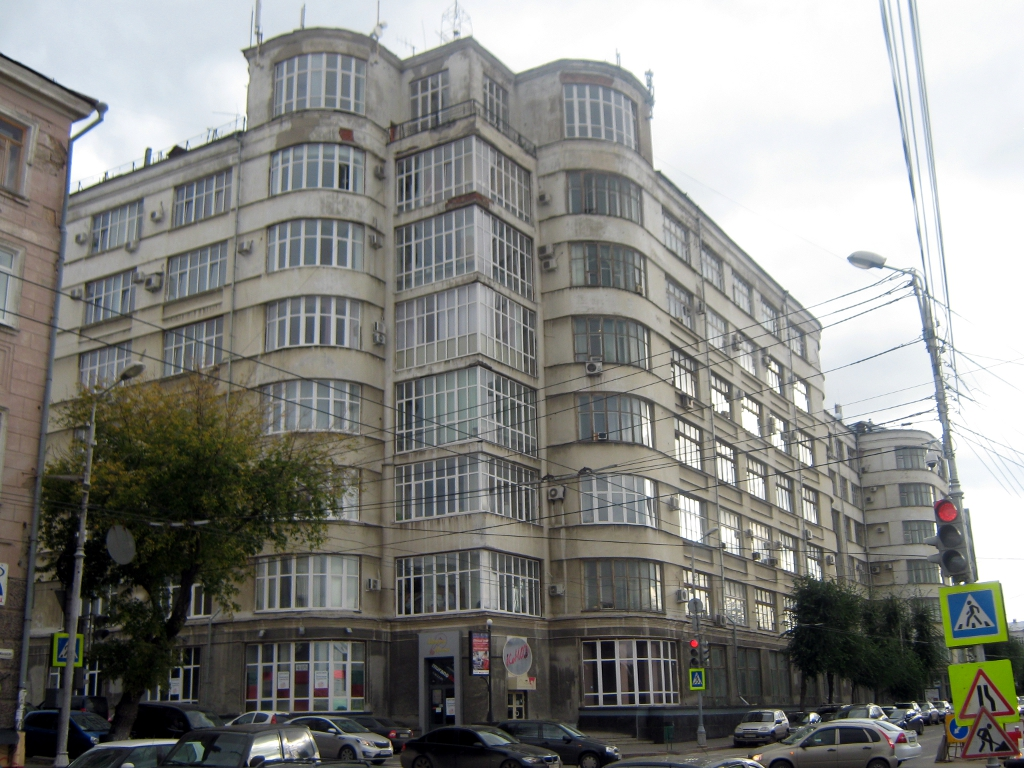
Дом промышленности
Здание самарского филиала «Ростелеком» (ранее «ВолгаТелеком», ранее — Телеграф)

### Утраченные здания
- Красноармейская, 38 — дом присяжного поверенного Григория Александровича Клеменца[18]. В 1966 году в доме был обнаружен тайник с личным архивом, включающим письма Д. А. Клеменца к брату и матери[19].

## Транспорт
Красноармейская (тогда Алексеевская) улица стала одной из первых, где были проложены пути для самарского трамвая в 1915 году: трамвай поворачивал с Арцыбушевской (тогда — Ильинской).
- Маршрутные такси: 226, 366, 480;
- Трамвай: 1, 3, 4, 5, 15, 16, 18 (в депо), 20, 20к, 22, 23[21];
- Автобус: 13, 24, 34, 52, 53, 56, 90, 91.